# Hereford
 For alternative betydninger, se Hereford (flertydig). (Se også artikler, som begynder med Hereford)
Hereford (officielt: City of Hereford) er en domkirkeby, et verdsligt sogn (civil parish) samt hovedby (county town) for grevskabet Herefordshire i England. Hereford by har 53.113(2021) indbyggere.
Et tidligt charter fra 1189 udsted af Richard 1. af England, beskriver byen "Hereford i Wales". Hereford er blevet anerkendt som city side Arilds tid, og statussen blev genbekræftet i oktober 2000. Hereford har har været sogn siden 2000.
I dag er Hereford særligt et handelscentrum for et stort landområde. Produkter fra Hereford inkluderer cider, øl, lædervarer, nikkellegeringer, fjerkræ, kemikalier og sausage rolls, samt Herefordkvæg

## Beliggenhed
Hereford ligger ved floden Wye i regionen Vest-Midlands.
Der er kun 26 km (16 miles) til den walisiske grænse. Der er 39 km (24 miles) til Worcester og 37 km (23 miles) til Gloucester.
Med sine 58.900 indbyggere (i 2009) er Hereford den største by i grevskabet.

## Begrænsning af selvstyret
Byen har haft status som city fra gammel tid (fra arilds tid). Den nuværende domkirke er fra 1079.
Frem til 1. april 1998 havde byen sin egen kommunalbestyrelse (distriktsråd). Byen kom direkte under grevskabsrådet (county council) i 1998. Man har dog stadigt et verdsligt sogneråd, der kun har begrænsede beføjelser.

## Erhverv
Egnen omkring Hereford er kendt sit Herefordkvæg og for produktion af læder, frugt og cider. Desuden er der minedrift bl.a. med udvinding af nikkel samt kemisk industri.

## Kultur
Hereford Cathedral kan dateres tilbage til 1079 og det har Mappa Mundi, et verdenskort fra middelalderen, der stammer fra 1200-tallet, som blev restaureret i slutningen af 1900-tallet. Det indeholder også et kædebibliotek.
The Old House er en historisk bindingsværkbygning i midten af High Town i Hereford. Det er indrettet som museum for jakobittertiden i 1600-tallet, hvor det blev opført.
Hereford Museum and Art Gallery, der er indrettet nygotisk bygning, åbnede i 1874 og udstillet genstande og kunst fra lokalområdet.

### Fodbold
Byen har fodboldklubberne Hereford F.C., Westfields FC og Pegasus Juniors FC. Hereford F.C. er en efterfølger efter Hereford United F.C. som gik konkurs i 2014